# Еверетт Макгілл
Еверетт Макгілл (англ. Everett McGill; 21 жовтня 1945) — американський актор.

## Біографія
Еверетт Макгілл народився 21 жовтня 1945 року в Маямі-Біч, штат Флорида. У 1963 році закінчив середню школу Rosedale High School в Канзас-Сіті. Навчався на актора в Королівській академії драматичного мистецтва в Лондоні. Знімався у фільмах «Боротьба за вогонь» (1981), «Дюна» (1984), «Срібна куля» (1985), «Ліцензія на вбивство» (1989), «Люди під сходами» (1991), «В облозі 2: Темна територія» (1995) та серіалі «Твін Пікс» (1990—1991).

## Фільмографія
| Рік       |   | Українська назва               | Оригінальна назва             | Роль                     |
| --------- | - | ------------------------------ | ----------------------------- | ------------------------ |
| 1974      | с |                                | Great Performances            | Рябцов                   |
| 1979      | ф | Янкі                           | Yanks                         | солдат                   |
| 1980      | ф |                                | Union City                    | Ларрі Лонгакр            |
| 1980      | ф | Брубейкер                      | Brubaker                      | Едді Колдуелл            |
| 1981      | ф | Боротьба за вогонь             | La guerre du feu              | Нао                      |
| 1984      | ф | Дюна                           | Dune                          | Стілгар                  |
| 1985      | ф | Срібна куля                    | Silver Bullet                 | преподобний Лоу          |
| 1986      | ф | Перевал розбитих сердець       | Heartbreak Ridge              | майор Малколм А. Пауерс  |
| 1986      | ф |                                | Het veld van eer              | сержант Де Конінг        |
| 1987      | с |                                | Werewolf                      | Джейк Вільямс            |
| 1988      | с |                                | Tour of Duty                  | сержант Картер           |
| 1988      | ф | Ігуана                         | Iguana                        | Оберлус                  |
| 1989      | ф | Ліцензія на вбивство           | Licence to Kill               | Ед Кілліфер              |
| 1990      | ф | Поцілунок Джезабель            | Jezebel's Kiss                | шериф Ден Райлі          |
| 1990—1991 | с | Твін Пікс                      | Twin Peaks                    | Великий Ед Гарлі         |
| 1991      | ф | Люди під сходами               | The People Under the Stairs   | Елдон Робсон             |
| 1992      | ф | Твін Пікс: вогонь, іди зі мною | Twin Peaks: Fire Walk with Me | Великий Ед Гарлі         |
| 1995      | ф | В облозі 2: Темна територія    | Under Siege 2: Dark Territory | Маркус Пенн              |
| 1996      | ф |                                | My Fellow Americans           | полковник Пол Таннер     |
| 1999      | с |                                | JAG                           | полковник Бредлі Данстон |
| 1999      | ф | Проста історія                 | The Straight Story            | Том                      |
| 2017      | с | Твін Пікс: Повернення          | Twin Peaks: The Return        | Великий Ед Гарлі         |